# Larry Wall

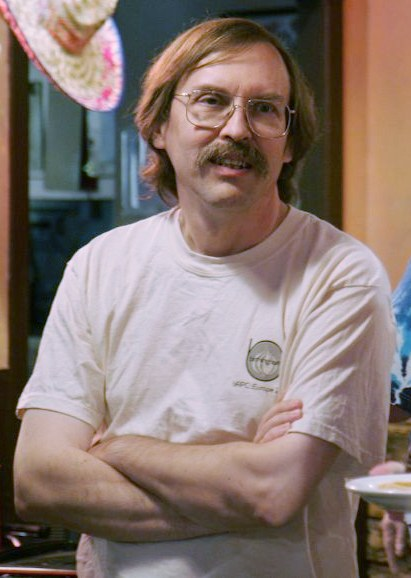
Larry Wall (2007)

Larry Wall (n. 27 septembrie 1954 în Los Angeles) este un lingvist și programator nord american.

## Biografie
Wall a studiat lingvistica la „Seattle Pacific University” și University of California, Berkeley. După terminarea studiilor a lucrat în domeniul informaticii ca administrator de sistem, programator și ulterior ca autor a unor manuale din domeniul calculatoarelor electronice. El este inventatorul limbajului de programare Perl (1987), care este o platformă pentru programarea diagramelor și un limbaj de programare interpretat. De asemenea, a perfecționat configurația scriptului „metaconfig”. A câștigat mai multe premii acordate programatorilor. El este cunoscut ca programator și ca o persoană cu simțul umorului. Larry Wall este căsătorit cu Gloria Wall, căsătorie din care are patru copii (Heidi, Aron, Geneva și Lewis).